# Kim Tae-Woo
Kim Tae-Woo (n. 7 martie 1962, Gimje, Jeolla de Nord, Coreea de Sud) este un luptător ce a reprezentat Coreea de Sud, medaliat olimpic. A participat la 4 ediții ale Jocurilor Olimpice (1984, 1988, 1992, 1996) în care a câștigat o medalie de bronz.